# Schah-Gheray
Schah-Gheray, auch  Sah-Gerai, war ein persisches Gewichtsmaß. 
- 1 Schah-Gheray = 1170 Derhem = 226,04 Aß (holländ.= 0,048 Gramm) = 10,863 Gramm (errechnet 10,84992 Gramm)